# Abancourt (Nord)
Abancourt è un comune francese di 462 abitanti situato nel dipartimento del Nord, nella regione dell'Alta Francia.

## Società

### Evoluzione demografica
Abitanti censiti

## Simboli
Lo stemma del comune di Abancourt si blasona: d'azzurro alla stella d'oro sormontata da un lambello dello stesso. 
È lo stemma della famiglia de Francqueville che possedeva la signoria di Abancourt nel XVIII secolo.